# Ammoxenus psammodromus
Ammoxenus psammodromus är en spindelart som beskrevs av Simon 1910. Ammoxenus psammodromus ingår i släktet Ammoxenus och familjen Ammoxenidae. Inga underarter finns listade i Catalogue of Life.